# Microphoxus minimus
Microphoxus minimus är en kräftdjursart som beskrevs av J. L. Barnard 1960. Microphoxus minimus ingår i släktet Microphoxus och familjen Phoxocephalidae. Inga underarter finns listade i Catalogue of Life.